# Trăstikovo (distrikt i Varna)
Trăstikovo (bulgariska: Тръстиково) är ett distrikt i Bulgarien.   Det ligger i kommunen Obsjtina Avren och regionen Oblast Varna, i den östra delen av landet, 300 km öster om huvudstaden Sofia.